# Familienspiel
Ein Familienspiel ist ein Gesellschaftsspiel, üblicherweise ein Brett- oder Kartenspiel, das ohne Alterseinschränkung von der ganzen Familie gespielt werden kann. Es sollen weder junge Spieler überfordert noch ältere gelangweilt werden. Typische Einstiegsalter sind acht bis zehn Jahre. 
Familienspiele setzen auf einfache Regeln, die schnell erlernt werden können und trotzdem vielfältige Spielzüge ermöglichen. Eine wichtige Eigenschaft von Familienspielen ist es, dass kein Spieler vorzeitig ausscheiden muss, so dass alle bis zum Ende des Spiels gemeinsam spielen. Häufig sind regulierende Spielprinzipien anzutreffen, durch die ein führender Spieler kleine Nachteile erfährt, um die Konkurrenten leichter aufholen zu lassen und das Spielgeschehen auszubalancieren. Die Spieldauer beträgt typischerweise 45 – 60 Minuten.

## Begriff
Der Begriff „Familienspiel“ ist nicht in Wörterbüchern definiert, dennoch hat sich der Begriff, ausgehend von den Spieleverlagen, etabliert, um bestimmte Typen von Spielen anhand der Zielgruppe zu umschreiben. Die Bezeichnung ist spätestens mit dem 1988 vergebenen „Sonderpreis kooperatives Familienspiel“ von der Jury des Spiel des Jahres etabliert.
Die Regeln der Deutschen Mannschaftsmeisterschaft im Brettspiel definieren Familienspiele als eine von vier Kategorien, in denen Wettbewerbe ausgetragen werden. Familienspiele sind danach Spiele, „die eine Mischung aus Strategie und Glück zulassen. Wobei der jeweilige Anteil nicht entscheidend ist, sondern das Zusammenspiel zwischen ‚Jung‘ und ‚Alt‘.“

## Einordnung
Die Spielgattung erreicht die breiteste Marktabdeckung. Das deutsche Institut für Ludologie nennt die Familie in einem Konzeptpapier als eine Zielgruppe für ein Spiel und beschreibt ein Familienspiel als geeignet für Kinder, Jugendliche und Erwachsene. Dies wird abgegrenzt gegen Kinderspiele für Kinder von 6 – 10 Jahren und gegen Spiele für Freunde & Erwachsene, die nicht für Kinder geeignet sind. Weitere genannte Zielgruppen neben der Familie sind Baby & Kleinkind, Vorschule, Kenner & Experten und Business. 
Die Website BoardGameGeek nennt Family Games (deutsch: Familienspiele) als eine von 8 board game subdomains (deutsch: Brettspiel Teilbereiche). Daneben gibt es noch die Teilbereiche Abstract Games (deutsch: Abstrakte Spiele), Customizable Games (deutsch: Anpassbare Spiele), Party Games (deutsch: Partyspiele), Thematic Games (deutsch: Thematische Spiele), Children's Games (deutsch: Kinderspiele), Strategy Games (deutsch: Strategiespiele) und Wargames (deutsch: Kriegsspiele). Familienspiele werden dort wie folgt beschrieben:

„Family games are often created with a varied demographic in mind, so anyone aged 8-80 can play. The themes of these games can vary, but overall they tend to have a simple game play structure with clear and easy to understand rules that can be learnt and explained in a short amount of time. They allow everyone to join in for a fun game night.“

„Spiele für die ganze Familie werden oft für verschiedene Zielgruppen entwickelt, so dass jeder zwischen 8 und 80 Jahren mitspielen kann. Die Themen dieser Spiele können variieren, aber insgesamt haben sie in der Regel eine einfache Spielstruktur mit klaren und leicht verständlichen Regeln, die in kurzer Zeit erlernt und erklärt werden können. So kann jeder einen lustigen Spieleabend veranstalten.“

Ein Trend ist, Erweiterungen zu einem Spiel zu veröffentlichen. Er begann mit Die Siedler von Catan von Klaus Teuber. Weitere Spiele, die mittlerweile eine Reihe von Erweiterungen aufweisen, sind Der Palast von Alhambra, Carcassonne und das Kartenspiel Bohnanza. Uwe Rosenberg, Autor von Bohnanza, orientiert sich dabei mit einigen seiner Erweiterungen in humorvoller Weise an den Erweiterungen zu Die Siedler von Catan. In den letzten Jahren sind einige Spiele auch in neuen Varianten erschienen, die bei einem ähnlichen Mechanismus wie das Originalspiel ein neues Thema aufweisen. Dies betrifft zum Beispiel Die Jäger und Sammler und Die Stadt als Varianten von Carcassonne oder Abenteuer Menschheit, das auf dem Mechanismus von Die Siedler von Catan basiert.
Der Spielepreis Spiel des Jahres zeichnet gezielt Familienspiele aus. Als Erweiterung wird seit 2011 im Rahmen des Spiel des Jahres eine eigene Kategorie Kennerspiel des Jahres verliehen, die durch komplexere Spielprinzipien, längere Spieldauer und höheren Anteil von Strategie gekennzeichnet ist.
Abgegrenzt werden Familienspiele unter anderem gegen 
- Kinder-Brett- und Kartenspiele, die einen erhöhten Anspruch an altersgerechtes Thema, Haptik und Lernen stellen,
- Strategiespiele, bei denen strategische Komplexität im Vordergrund steht
- sowie Seniorenspiele, die besondere Rücksicht auf die sensorischen Bedingungen alter Menschen nehmen.